# خانه سعید آل مکتوم
خانه سعید آل مکتوم، از بناهای مهم تاریخی دبی، در منطقهٔ الشندغه قرار دارد.

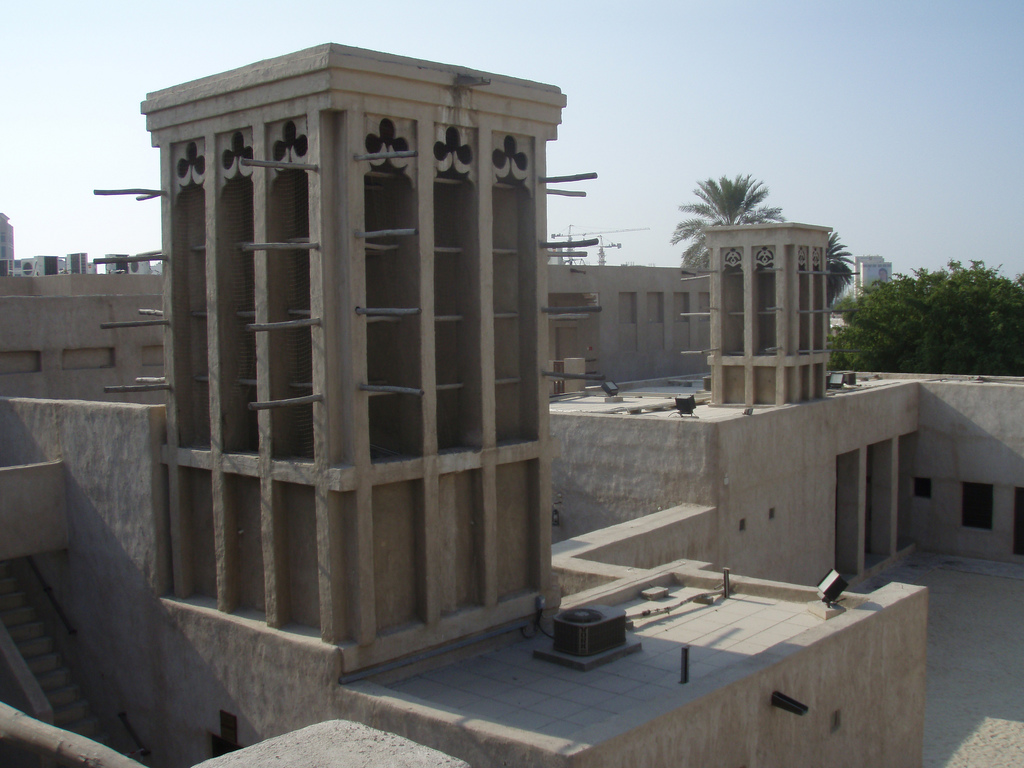
تصویر خانه شیخ سعید و بادگیرهای آن ۲۰۰۷

خانه شیخ سعید (به عربی: بیت الشیخ سعید آل مکتوم) یکی از مکان‌های تاریخی و جاذبهٔ گردشگری شهر دبی ویکی از نقاط دیدنی امارات متحده عربی است که سالیانه تعدادی زیادی از گردشگران از مناطق داخل و خارج امارات به سویش می‌شتابند.
این خانه محل سکونت حاکم پیشین دبی، سعید آل مکتوم بوده‌است. تاریخ ساخت آن به سال ۱۸۹۶ برمی‌گردد.
این خانه در عهد مکتوم بن حشر آل مکتوم بنیادگذاری شده‌است، و تا نهایت حکم سعید آل مکتوم که در سال ۱۹۵۸ میلادی فوت کرده‌است، مقر حکم بوده‌است.
مساحت این بنا در حدود ۳۶۰۰ متر مربع می‌باشد. خانه مذکور در سال ۱۹۸۶ میلادی توسط شهرداری دبی بازسازی شده‌است و هم‌اکنون موزهٔ ملی اسکناس و عکس‌های تاریخی از شهر دبی و همچنین موزهٔ عکس‌هایی از خانوادهٔ حکمرانان این شهر است.
این خانه نزدیک دهانهٔ خور و در کنار تونل شندغه واقع شده‌است. در ساخت این خانه از معماری خانه‌های قدیم ایران در ناحیه کویر و جنوب ایران الهام گرفته شده‌است. در ساخت این خانه از مواد اولیهٔ آن زمان مانند آهک و ساروج استفاده شده‌است. این خانه از یک حیاط بزرگ تشکیل شده که در دور آن، پنج بخش مستقل برای زندگی پنج خانواده در نظر گرفته شده‌است. هر بخش شامل یک ایوان، مهمان‌خانه و تعدادی اتاق می‌باشد. بادگیرها، درب‌ها و پنجره‌های کنده‌کاری‌شده، نورگیرهای مشبک چوبی و گچی همه و همه تصویرگر خانه‌های قدیمی دبی می‌باشند. این خانه به‌عنوان یک بنای تاریخی در سال ۱۹۸۴ مرمت شده و اکنون به‌عنوان یک موزه مورد استفاده قرار می‌گیرد. عکس‌های قدیم دبی، اسناد تاریخی، پول‌های رایج در زمان‌های نه‌چندان دور و مجموعه‌های تمبر از دیگر دیدنی‌های این موزه می‌باشند.
همچنین خانهٔ «عبید بن ثانی» وزیر سعید آل مکتوم در این منطقه قرار دارد که مانند ساختمان‌های نامبرده نیز بازسازی شده‌است و قرار است که آن هم موزه کنند.